# Carlos Román
Carlos Eduardo Román war ein chilenischer Fußballspieler. Der Stürmer absolvierte ein Länderspiel für Chile. 

## Karriere

### Verein
Carlos Román spielte 1927 für Everton aus der Küstenstadt Viña del Mar. Weiteres ist über die Vereinskarriere des Offensivspielers nicht bekannt.

### Nationalmannschaft
Carlos Román debütierte im Dezember 1927 für die Nationalmannschaft beim Freundschaftsspiel gegen Uruguay. Es blieb sein einziges Länderspiel.